# Hellespontus Montes
Gli Hellespontus Montes sono una struttura geologica della superficie di Marte.